# Синджар
Синджа́р (араб. سنجار‎, курд. Şingal, Şengal) — город на северо-западе Ирака, расположенный на территории мухафазы Найнава в Иракском Курдистане. Административный центр одноимённого округа. Город является одним из центров компактного проживания иракских езидов.

## Географическое положение
Город находится в западной части мухафазы, в горной местности, к югу от одноимённого горного хребта. Абсолютная высота — 522 метра над уровнем моря.
Синджар расположена на расстоянии приблизительно 107 километров к западу от Мосула, административного центра провинции и на расстоянии 395 километров к северо-западу от Багдада, столицы страны.

## Население
По данным последней официальной переписи 1965 года, население составляло 7 984 человек.
Динамика численности населения города по годам:
| 1965  | 2012   |
| ----- | ------ |
| 7 984 | 22 549 |

## История
Во время Римско-персидских войн, город, несколько раз переходивший из рук в руки, был известен как Сингара. Это была стратегически важная и хорошо укреплённая крепость.
14 августа 2007 года в двух близлежащих посёлках Тель-Узайр и Сиба-Шех-Хидре, населёнными преимущественно курдами-езидами, произошёл взрыв, унёсший жизни более 300 человек (по другим данным более 500).

## Топографические карты
- Лист карты J-37-XXXVI. Масштаб: 1 : 200 000. Указать дату выпуска/состояния местности.